# Aleiodes exceptus
Aleiodes exceptus är en stekelart som först beskrevs av Baker 1917.  Aleiodes exceptus ingår i släktet Aleiodes och familjen bracksteklar. Inga underarter finns listade i Catalogue of Life.